# Seeram
Seeram (auch Serach, Serheim) ist eine Wüstung auf dem Gebiet des Geiselwinder Gemeindeteils Wasserberndorf im unterfränkischen Landkreis Kitzingen und des Burghaslacher Gemeindeteils Freihaslach im mittelfränkischen Landkreis Neustadt an der Aisch-Bad Windsheim. Die Siedlung wurde nach Kriegseinwirkungen im 17. Jahrhundert aufgegeben.

## Geografische Lage
An die ehemalige Siedlung im äußersten Südosten der Wasserberndorfer Gemarkung, bzw. im äußersten Norden des Gebiets von Freihaslach erinnern die Flurlagen Seeramsberg und Weilerholz auf dem Gebiet von Wasserberndorf. Auch die Lage Kessel im äußersten Osten des Wasserberndorfer Gebietes verweist auf das Dorf. Da lag eine Quelle, die die Wasserversorgung von Seeram sicherstellte. Die noch bestehende Seeramsmühle gilt als letzter Überrest der Siedlung.

## Geschichte
Der Ortsname verweist auf die natürlichen Begebenheiten in der Umgebung der Wüstung. Obwohl die Existenz des Dorfes erst später überliefert wurde, leitet sich der Name wohl vom Althochdeutschen ab. Der Wortstamm saher kann mit Riedgras übersetzt werden. Seeram wäre somit der Ort zur riedbewachsenen feuchten Wiese oder das Heim beim Riedgras gewesen. Erstmals erwähnt wurde Seeram im Jahr 1357. Damals erwarb Ekhard von Kreulsheim ein Waldstück bei „Serach an der Ebrach“ als Hohenloher Lehen.
Nachdem in einem Nachtrag auch Ulrich von Lauffenholtz mit sechs Lehen begütert worden war, hatte 1390 wohl sein Sohn Hans von Laufenholz eine Hube zu „Serheim“ inne. Im Jahr 1471 erwarb Sigmund von Crailsheim mehrere Wiesen in der Gemarkung von „Sehramb“ käuflich. Die Herren von Laufenholz tauchten neuerlich zwischen 1479 und 1534 in den Quellen auf. Nun hatten sie die Lehen zu „Sernheym“ von den Grafen zu Castell.
Im Dorf gab es einen Schaftrieb, der noch im 15. Jahrhundert von den Vestenberg an die Crailsheim gelangte. Das Dorf war Teil der Zent Burghaslach. Im Jahr 1570 stritten das Hochstift Würzburg und die Casteller Grafen über einige Lehen in „Sehrheim“. 1585 fielen die Lehen der Laufenholz an Castell heim.
Nach einer Urkunde aus der Zeit um 1620 war das Dorf jedoch in der ersten Hälfte des 17. Jahrhunderts noch besiedelt, es gab noch 14 Haushalte. Erst im Dreißigjährigen Krieg führten häufige kriegerische Einfälle zur Aufgabe des Dorfes. Gesichert ist, dass zwischen 1637 und 1652 Caspar Leypollt mehrere Feldlehen von den Grafen zu Castell verliehen bekam. Wahrscheinlich bestand bis ins 17. Jahrhundert noch ein Einzelhof, der später auch verlassen wurde.
Nach der Kriegszeit im Steigerwald setzten Bemühungen ein, das Dorf wieder zu besiedeln. Hieronymus Christoph von Pölnitz plante im Jahr 1677 den Wiederaufbau und ließ hierzu Baumaterial herbeischaffen. 1684 wurden allerdings die Grundstücke zur Bewirtschaftung an die Wasserberndorfer übertragen. Das Dorf wurde nicht mehr aufgebaut. Die untertägigen Überreste des Dorfes werden vom Bayerischen Landesamt für Denkmalpflege als Bodendenkmal eingeordnet.